# Месяцев Іван Іларіонович
Месяцев Іван Іларіонович (2 липня (20 червня) 1885, Кубань — 7 травня 1940, Москва) — радянський зоолог, дослідник Арктики, один з основоположників радянської океанології, доктор біологічних наук, професор Московського державного університету імені Ломоносова.

## Біографія
Іван Іларіонович народився 2 липня (20 червня) 1885 року в Краснодарському краї в родині терських козаків, за походженням із запорізького козачого роду Місяць. Закінчивши Владикавказьку класичну гімназію 1904 року, поступив до Петербурзького технологічного інституту. За участь в соціал-демократичних рухах і активній пропаганді революційних ідей 1905 року був заарештований вперше (загалом його заарештовували 4 рази). 1908 року, після невдачі з відновленням в інституті, вступив до Московського університету на природниче відділення фізико-математичного факультету. В університеті працював з Григорієм Олександрвичем Кожевніковим, на той час директором Зоологічного музею. Коли був студентом, то влітку працював на морських біологічних станціях у Франції, в басейні Аркашон (в Біскайській затоці) і поблизу Ніцци (Середземне море, російська станція у Віллафранці), на Мурманської біологічній станції на березі Баренцового моря. Перша студентська робота була присвячена ембріології черевоногого молюска Onchidiopsis glacialis. Закінчив університет 1912 року і був залишений в ньому для підготовки до професорського звання, яке не отримав через неблагонадійність. Наступного року отримав посаду позаштатного асистента Зоологічного музею.
З 1915 року влітку організовує наукові дослідження на біологічній станції на Косинських озерах. Влітку 1917 року разом з учнями, Зенкевичем і Россолімо, організовує Байкальську експедицію.
У перші роки радянської влади налагоджував науково-дослідну роботу плавучих лабораторій, створював наукову школу радянських океанологів. Влітку 1920 року працював на Баренцовому морі начальником загону Північної науково-промислової експедиції.
1921 року організував Плавучий морський науковий інститут (Плавморнін), який очолював до 1933 року. У тому ж році плавав на пароплаві криголамного типу «Малигін» до північного берега Нової Землі, Баренцовим і Карським морями, під час навігації суден Сибірської хлібної експедиції. Це була перша океанографічна експедиція в СРСР. 1922 року під його керівництвом побудовано перше радянське спеціальне морське експедиційне судно, дерев'яна вітрильно-парова шхуна «Персей». Месяцев Іван Іларіонович, починаючи з 1923 року і до своєї смерті очолював експедиції до Арктики на цьому судні, особисто плавав на «Персеї» в 1923, 1924, 1926 і 1927 роках. 1930 року на новозбудованому судні «Микола Кніпович» провів гідрологічні роботи в північній частині акваторії Баренцового моря.
Член КПРС з 1929 року. Цього ж року очолив кафедру і став деканом фізико-математичного факультету Московського університету.
1932 року організував Державний океанографічний інститут, який 1933 року був перетворений у Всесоюзний інститут рибного господарства і океанографії (ВНДІРО), директором якого він перебував до своєї смерті. Починаючи з 1930 року Месяцев, разом з колегами по інституту, активно займається іхтіологічними питаннями розвитку рибної промисловості країни.
У 1929—1932 роках — завідувач кафедрою зоології безхребетних в Московському державному університеті. В останні роки очолював кафедру дарвінізму в Московському державному педагогічному інституті.
Похований у Москві на Новодівичому кладовищі (Стара територія, Колумбарій, секція 6), з ним похована і його дружина.

## Наукові праці
Месяцев Іван Іларіонович один з засновників радянської океанологічної науки, затятий організатор науково-дослідної польової і камеральної роботи. Він широко розгорнув науково-промислові дослідження за допомогою спеціальних експедиційних судів і моторних ботів, організував збір відомостей у рибалок з допомогою опитувальних листів. За його ініціативою почала застосовуватися аерофотозйомка для вивчення руху косяків промислових риб. Месяцев відкрив взаємозв'язок між льодовитістю Баренцового моря і коливаннями Норвезької і Нордакапської теплих морських течій
Основні наукові праці присвячені біології стадних риб, зокрема, з вивченню причин їх концентрації та розробці методів пошукової розвідки.
- (рос.) К эмбриологии Gastropoda (Onchidiopsis glacialis M. Sars.). // Дневник Зоологического отделения общества любителей естествознания, антропологии и этнографии. Новая серия, т. III, № 4, 1913.
- (рос.) Деление амеб. // Зоологический вестник, т. I, 1916.
- (рос.) Наблюдение над нозематозом пчел. // Вестник пчеловодства, 1917.
- (рос.) Наблюдения над планктоном Белого озера в Косино летом 1915 и 1916 гг. // Русский гидробиологический журнал, т. I, № 5—6, 1922.
- (рос.) Отчет о 1-й экспедиции Пловучего морского научного института в 1921 г. // Русский гидробиологический журнал, т. 1, вып. 2, 1922.
- (рос.) Пловучий морской научный институт и его Полярная экспедиция 1921 г. — М., 1922.
- (рос.) Месяцев И., Зенкевич Л., Россолимо Л. Предварительный отчет о работах Байкальской экспедиции Зоологического музея Московского университета летом 1917 года. // Труды Комиссии по изучению озера Байкал. т. I, № 2 1922.
- (рос.) Материалы к зоогеографии русских северных морей. // Труды Пловучего морского научного института, т. I, вып. 13, 1923.
- (рос.) Две экспедиции Пловучего морского научного института в 1923 г. на э/с «Персей». // Сев. хоз-во, № 2, 1924.
- (рос.) Ископаемая фауна Косинских озер // Труды Косинской биологической станции, т. I, вып. 1, 1924.
- (рос.) Конъюгация Lionotus lamella Ehrbg. // Русский архив протистологии, т. III, 1924.
- (рос.) Образование желтка в яйцах Polycirrus albicans Mgrn. // Русский архив анатомии, гистологоии и эмбриологии, т. III, № 2, 1925.
- (рос.) 1-я экспедиция Пловучего морского научного института (1921). // Труды Пловучего морского научного института, т. 1, выпуск 1, 1926.
- (рос.) 2-я экспедиция Пловучего морского научного института (1923). // Труды Пловучего морского научного института, т. 1, выпуск 1, 1926.
- (рос.) 3-я экспедиция Пловучего морского научного института (1923). // Труды Пловучего морского научного института, т. 1, выпуск 1, 1926.
- (рос.) 5-я экспедиция Пловучего морского научного института (1924). // Труды Пловучего морского научного института, т. 1, выпуск 1, 1926.
- (рос.) Техническое описание экспедиционного судна «Персей». // Труды Пловучего морского научного института, т. 1, выпуск 1, 1926.
- (нім.) Die Verteilung des Eises im Barentsmeer im Jahre 1926. Pettermanns geographishe Mitteilungen, Hf. 9/10, 1927.
- (рос.) Некоторые зоогеографические и фаунистические результаты экспедиции Научного морского института в северных морях. // Доклады АН СССР, 1927.
- (нім.) Parasitische Copepoden aus dem Baikal-See. Archiv fur Naturgeschichte. Abt. A, Hf. 4, 1928.
- (рос.) 11-я экспедиция Морского научного института (1926). // Труды Пловучего морского научного института, т. IV, выпуск 1, 1930.
- (рос.) 12-я экспедиция Морского научного института (1927). // Труды Пловучего морского научного института, т. IV, выпуск 1, 1930.
- (рос.) 14-я экспедиция Морского научного института (1927). // Труды Пловучего морского научного института, т. IV, выпуск 1, 1930.
- (нім.) Trawl und Bodengreifer als Fangwerkzeuge der Bodentiere. Archiv fur Hydrobiologie. Bd. XXI, 1930.
- (рос.) Итоги работы по изучению берегового промысла на Мурмане в 1930 г. // Доклады первой сессии Океанографического института, № 3, 1931.
- (рос.) Моллюски Баренцева моря. // Труды Океанографического института, т. I, вып. 1, 1931.
- (рос.) Приливные и отливные течения Канинско-Колгуевского района. // Записки по гидрографии, 1931.
- (рос.) Траловый промысел в Баренцевом море. // Карело-Мурманский край, 1931, № 3—4.
- (рос.) Месяцев И. И., Маслов Н. А., Старостин А. Д. Об организации поисковых работ по треске в Дальневосточных морях. // Бюллетень № 17 Океанографического института, 1933.
- (рос.) Организация глубьевого лова сельди в северных морях. // Карело-Мурманский край, 1933.
- (рос.) Запасы рыб Северного Каспия. — Сталинградское отделение ГИЗ, 1934.
- (рос.) Итоги и уроки весенней путины. // За рыбное хозяство Северного Каспия, 1934.
- (рос.) Запасы воблы и судака в Сев. Каспии. // За рыбное хозяство Северного Каспия, 1935.
- (рос.) Запасы рыб и интенсивность промысла в Сев. Каспии. // Рыбное хозяйство СССР, 1935.
- (рос.) Запасы воблы и судака в Северном Каспии. // Рыбное хозяйство СССР, 1936.
- (рос.) Строение косяков стадных рыб // Известия АН СССР. Серия биологическая. — 1937. — № 3.
- (рос.) О структуре косяков трески. // Труды института рыбного хозяйства и океанографии, т. IY, 1939.

## Пам'ять
Ім'я В. І. Месяцева носить Мурманський морський рибопромисловий коледж.